# Мартін Вагнер
Мартін Вагнер (нім. Martin Wagner, * 24 лютого 1968, Оффенбург) — німецький футболіст, півзахисник.
Насамперед відомий виступами за клуби «Нюрнберг» та «Кайзерслаутерн», а також національну збірну Німеччини.
Володар Кубка Німеччини. Чемпіон Німеччини.

## Клубна кар'єра
У дорослому футболі дебютував 1988 року виступами за команду клубу «Нюрнберг», в якій провів чотири сезони, взявши участь у 100 матчах чемпіонату. Більшість часу, проведеного у складі «Нюрнберга», був основним гравцем команди.
Своєю грою за цю команду привернув увагу представників тренерського штабу клубу «Кайзерслаутерн», до складу якого приєднався 1992 року. Відіграв за кайзерслаутернський клуб наступні вісім сезонів своєї ігрової кар'єри. Граючи у складі «Кайзерслаутерна» також здебільшого виходив на поле в основному складі команди. За цей час виборов титул володаря Кубка Німеччини, ставав чемпіоном Німеччини.
Завершив професійну ігрову кар'єру у клубі «Вольфсбург», за команду якого виступав протягом 2000—2001 років.

## Виступи за збірну
1992 року дебютував в офіційних матчах у складі національної збірної Німеччини. Протягом кар'єри у національній команді, яка тривала усього 3 роки, провів у формі головної команди країни 6 матчів. У складі збірної був учасником чемпіонату світу 1994 року у США.

## Титули і досягнення
- Володар Кубка Німеччини (1):

«Кайзерслаутерн»: 1996
- Чемпіон Німеччини (1):

«Кайзерслаутерн»: 1998